# زبان مینانگ‌کابائو
مینانگ‌کابائو (نام دیگر: باسو مینانگ(کابائو)؛ اندونزیایی: Bahasa Minangkabau) یکی از زبان‌های آسترونزیایی است که توسط حدود شش میلیون نفر در اندونزی و مالزی صحبت می‌شود. این زبان، رابطهٔ نزدیکی با زبان مالایی دارد. زبان مینانگ‌کابائو زبان قوم مینانگ‌کابائو است. 